# أسامة كامل
أسامة كامل عماشة (مواليد 9 سبتمبر 1996) هو لاعب كرة قدم قطري من أصول مصرية يلعب كحارس مرمى .
لعب سابقاً في الفئات السنية في نادي الجيش ونادي معيذر ونادي الغرافة ونادي الوعب.